# PCNA (protéine)

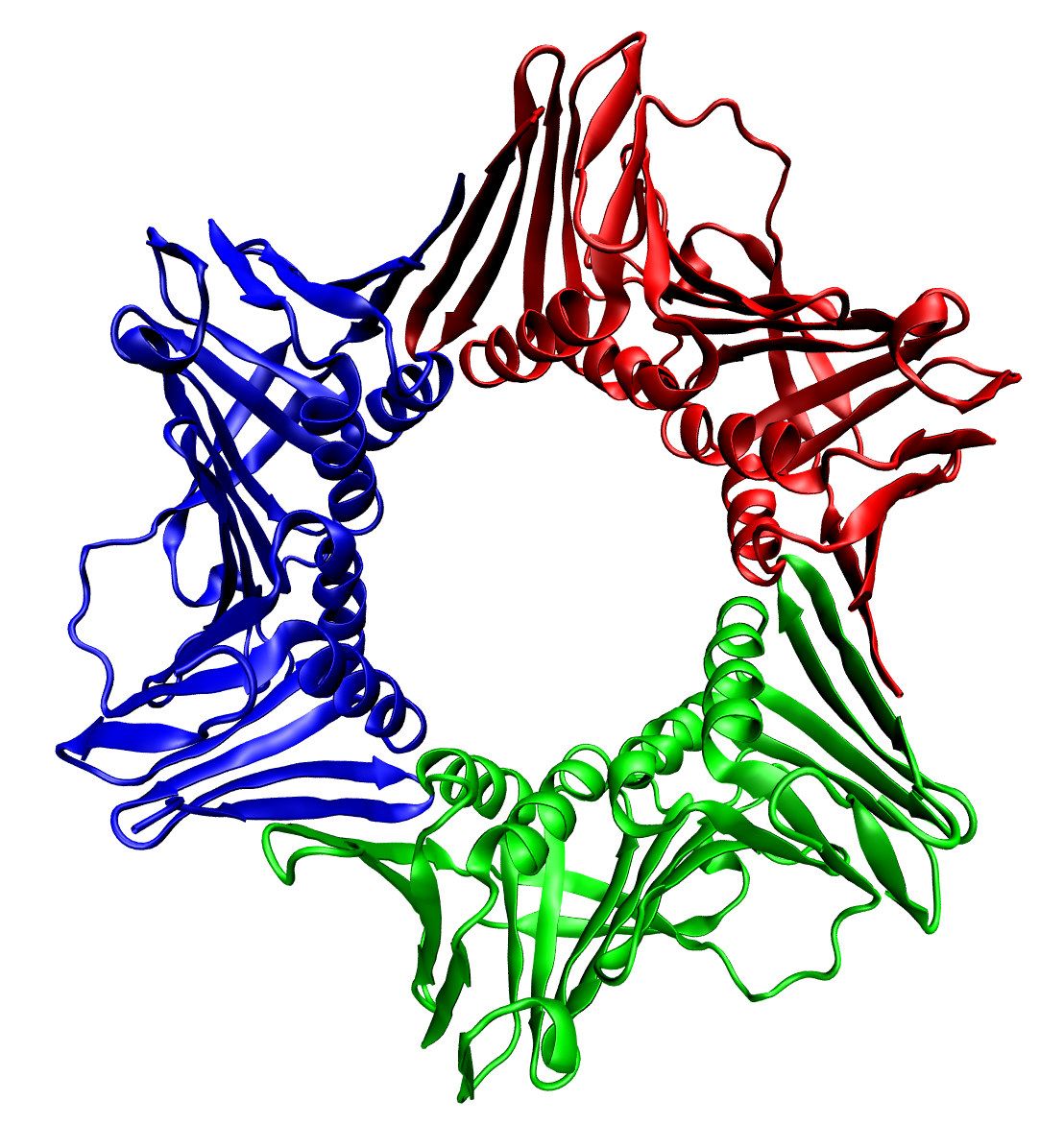
Structure tridimensionnelle du PCNA

Le PCNA (proliferating cell nuclear antigen) est une protéine eucaryote appartenant à la famille des clamps glissants (sliding clamp). Comme les autres clamps, son rôle est d'augmenter fortement la processivité des ADN-polymérases réplicatives chez les eucaryotes et les Archaea lors de la réplication de l'ADN. La structure et la fonction du PCNA sont comparables à la pince β de l’ADN-polymérase III des bactéries qui appartient aussi à la famille des clamps. 
Le PCNA est une protéine trimérique (constituée de trois sous-unités) formant un anneau. Cette structure lui permet d’encercler le brin d’ADN et de coulisser le long de ce brin. Le PCNA est également appelé protéine à pince coulissante ou facteur de glissement (DNA sliding clamp). Le PCNA est chargé sur l’ADN par un facteur de chargement ou clamp loader : le RFC (Replication factor C). Il participe ainsi au complexe multiprotéique de réplication, le réplisome.
Le PCNA est capable d’interagir avec les ADN-polymérases et d'augmenter leur processivité pour l'ADN, mais il est également capable d’interagir avec un grand nombre d’autres protéines. En plus d’avoir un rôle important dans la réplication des génomes, il est impliqué également dans des processus de réparation et de recombinaison de l’ADN, dans la régulation du cycle cellulaire (liaison avec p21/WAF = pas de réplication).

## Cancer
Le PCNA est une protéine clé dans la prolifération des cancers. Cette protéine a longtemps été considérée comme intraitable mais en août 2023 une étude publiée par le City of Hope National Medical Center présente une chimiothérapie ciblée qui semble anéantir toutes les tumeurs solides lors d'une recherche préclinique.